# Karly Rothenberg
Karly Rothenberg (Colorado, 29 outubro 1962) é uma atriz estadunidense. Ela é mais conhecida por seus papéis como a funcionária do depósito Madge "Pudge" Madsen na versão norte-americana da comédia The Office e a Sra. Erin Shapiro no mocumentário American Vandal da Netflix. Também interpretou Marlene, a secretária do tenente Felix Valdez na série The Protector da Lifetime. Rothenberg teve um papel recorrente como Sra. Valentine em That's So Raven.

## Filmografia

### Filmes
| Ano  | Título                                     | Personagem            | Notas              |
| ---- | ------------------------------------------ | --------------------- | ------------------ |
| 1987 | Extreme Prejudice                          | Mulher no Banco       | Não creditada      |
| 2004 | Win a Date with Tad Hamilton!              | Piggly Wiggly Shopper | Não creditada      |
| 2005 | Kicking & Screaming                        | Mãe de Jack           |                    |
| 2006 | Half Empty                                 | Helen                 |                    |
| 2006 | Pirates of the Caribbean: Dead Man's Chest | Cantina Wench         | Não creditada      |
| 2012 | Congratulations                            | Mulher rebelde        |                    |
| 2015 | Martyrs                                    | Nun                   | Voz; não creditada |
| 2016 | Mascots                                    | Mãe de Mindy          |                    |

### Televisão
| Ano       | Título                            | Personagem               | Notas                                        |
| --------- | --------------------------------- | ------------------------ | -------------------------------------------- |
| 1986      | The Last Frontier                 | Mulher na praia          | Filme para televisão                         |
| 1986      | When the Bough Breaks             | Guia de acampamento      | Filme para televisão                         |
| 1999      | Judging Amy                       | Sra. Murphy              | Episódio: "Presumed Innocent"                |
| 2003      | Threat Matrix                     | Mãe na explosão da van   | Episódio: "Pilot"                            |
| 2003      | A Time to Remember                | Prima Connie             | Filme para televisão                         |
| 2004      | Blue Collar TV                    | Biker Chick              | Episódio: "TV"                               |
| 2005      | Jane Doe: Vanishing Act           | Heather Turnball         | Filme para televisão                         |
| 2005      | 7th Heaven                        | Linda                    | 2 episódios                                  |
| 2005      | Arrested Development              | Mulher 1                 | Episódio: "Motherboy XXX"                    |
| 2005      | The Comeback                      | Enfermeira Hospitalar    | Episódio: "Valerie Gets a Magazine Cover"    |
| 2005      | Close to Home                     | Guia #2                  | Episódio: "Romeo and Juliet Murders"         |
| 2005      | Curb Your Enthusiasm              | Carol                    | Episódio: "The Seder"                        |
| 2005–2011 | The Office                        | Madge                    | 7 episódios                                  |
| 2006      | Where There's a Will              | Loretta Baxter           | Filme para televisão                         |
| 2006      | Big Love                          | Waitress                 | Episódio: "A Barbecue for Betty"             |
| 2006      | That's So Raven                   | Sra. Valentine           | 3 episódios                                  |
| 2006      | What I Did for Love               | Mulher #1                | Filme para televisão                         |
| 2007      | Weeds                             | Mulher                   | Episódio: "A Pool and His Money"             |
| 2007      | Pushing Daisies                   | Becky                    | Episódio: "Pigeon"                           |
| 2008      | Prison Break                      | Clerk                    | Episódio: "Blow Out"                         |
| 2009      | Ice Dream                         | Landlady                 | Filme para televisão                         |
| 2009      | It's Always Sunny in Philadelphia | Mãe                      | Episódio: "A Very Sunny Christmas"           |
| 2010      | Desperate Housewives              | Mulher na prisão         | Episódio: "Remember Paul?"                   |
| 2011      | The Protector                     | Marlene                  | 5 episódios                                  |
| 2011      | Grey's Anatomy                    | Ruth Bennet              | Episódio: "Take the Lead"                    |
| 2011      | NCIS                              | Transeunte               | Episódio: "Enemy on the Hill"                |
| 2011      | The Middle                        | Mulher                   | Episódio: "Halloween II"                     |
| 2011      | Body of Proof                     | Enfermeira               | Episódio: "Your Number's Up"                 |
| 2012      | Justified                         | Enfermeira               | Episódio: "Guy Walks Into a Bar"             |
| 2012      | Go On                             | Mulher                   | Episódio: "Back, Back, Back... It's Gone!"   |
| 2013      | Criminal Minds                    | Leah Rollins             | Episódio: "The Return"                       |
| 2013      | Bones                             | Heather Carp             | Episódio: "The Fury in the Jury"             |
| 2014      | Bad Teacher                       | Lonnie                   | Episódio: "Nix the Fat Week"                 |
| 2015      | Hot in Cleveland                  | Jessica 2                | Episódio: "Family Affair"                    |
| 2015      | How Not to Propose                | Server                   | Filme para televisão                         |
| 2016      | Crowded                           | Marie                    | Episódio: "Daughter"                         |
| 2016      | Superstore                        | Cliente de meias         | Episódio: "Olympics"                         |
| 2016      | One Mississippi                   | Gerente de loja          | Episódio: "The Cat's Out"                    |
| 2016      | Code Black                        | Médica da prisão         | Episódio: "What Lies Beneath"                |
| 2017      | Atypical                          | Donna                    | Episódio: "That's My Sweatshirt"             |
| 2017      | American Vandal                   | Sra. Shapiro             | 7 episódios                                  |
| 2017      | Young Sheldon                     | Sra. Veazey              | Episódio: "A Patch, a Modem, and a Zantac"   |
| 2017–2018 | Speechless                        | Guarda de trânsito       | 5 episódios                                  |
| 2018      | Mom                               | Sra. Harrington          | Episódio: "Charlotte Bronte and a Backhoe"   |
| 2018      | Young & Hungry                    | Ronnie                   | Episódio: "Young & Motorcycle"               |
| 2018      | Homecoming                        | Cliente 2                | Episódio: "Work"                             |
| 2019      | Grace and Frankie                 | Renee                    | Episódio: "The Retreat"                      |
| 2019      | One Day at a Time                 | Sra. Homer               | Episódio: "Anxiety"                          |
| 2019      | The Resident                      | Marilyn Spoelstra        | Episódio: "Adverse Events"                   |
| 2019      | American Princess                 | Nancy                    | Episódio: "Down There"                       |
| 2019      | Veronica Mars                     | Mama Carr                | Episódio: "Chino and the Man"                |
| 2019      | Threat Level Midnight: The Movie  | Cliente do bar           | Curta-metragem de televisão                  |
| 2019–2020 | Archibald's Next Big Thing        | Dixie / Snail / Crostini | 5 episódios                                  |
| 2020      | This Is Us                        | Enfermeira               | Episódio: "After the Fire"                   |
| 2020      | Kipo and the Age of Wonderbeasts  | Cappuccino               | Episódio: "The Ballad of Brunchington Beach" |
| 2020      | A.P. Bio                          | Agatha                   | Episódio: "Mr. Pistachio"                    |
| 2021      | Ronstadt                          | Bone Caller              | 2 episódios                                  |